# Phyllopodopsyllus opisthoceratus
Phyllopodopsyllus opisthoceratus är en kräftdjursart som beskrevs av Geddes 1968. Phyllopodopsyllus opisthoceratus ingår i släktet Phyllopodopsyllus och familjen Tetragonicipitidae. Inga underarter finns listade i Catalogue of Life.